# Diamond (nho)
Nho Diamond là giống nho trắng thu được khi lai xa khác loài giữa hai giống Concord và Iona, trong đó giống Concord thu được khi lai giống Catawba (Vitis labrusca x Semillon) x Vitis labrusca, trong đó Semillon là giống thuộc loài Vitis vinifera; và giống Iona cũng thuộc loài Vitis vinifera. Giống này đã được gieo trồng phổ biến những năm 1880 tại New York. Ngày nay, Diamond là giống nho ăn tươi và làm nước quả.